# Klára a Karolína: dvojčata přes propast času
Klára a Karolína: dvojčata přes propast času (anglicky Charlotte Sometimes) je román pro děti a mládež Penelope Farmerové z roku 1969. Je to třetí kniha trilogie Aviary Hall o sestrách Karolíně a Emmě. První dvě knihy, The Summer Birds a Emma in Winter, nejsou přeloženy do češtiny (2025). Třetí román se věnuje starší sestře Karolíně, která se po nástupu do internátní školy přesunuje o 40 let do minulosti a vyměňuje si místo s Klárou.

## Děj

### Část první
Karolína s Emmou nastupují na novou internátní školu. Karolína je prefektkou Sárou odvedena do nové ložnice. Dozvídá se, že Sářina matka do školy chodila a že Sáru upozornila, že Karolína školy nastoupí. Ale Karolína si nedokáže vybavit, odkud by měla Sářinu matku znát. V ložnici Karolínu zaujmou ozdoby postele, připomínající kola starých povozů. Poté se seznámí se svými spolubydlícími - Lízou, Žanetou, Vanessou a Zuzanou. Druhý den ráno se Karolína probudí ve své posteli, ale něco jí nesedí. Slunce, které minulý den procházelo oknem do ložnice, je zastíněno cedrem. Karolína se ocitla v roce 1918. Malá holka Emily ji nazývá svou sestrou a oslovuje ji Kláro. Než se stihne zorientovat, je večer; ráno se ocitá zpět ve své době. Zjistí ale, že její vzpomínky z minulého dn zůstaly v roce 1918 a že přišla o den ve své době. To probíhá i další noci, kdy s Klárou střídají. Aby se aspoň trochu orientovaly, začnou si dopisovat přes Klářin deník.
Potíž vznikne, když se Klára s Emily mají stěhovat k rodině Chisel Brownů. Musejí si dát pozor na to, aby každá zůstala ve své době, jinak se už zpátky nedostanou.

### Část druhá
Karolína, očekávající probuzení ve své době, nemůže uvěřit, že je zase v roce 1918. Stěhování Kláry s Emily se o den opozdilo. Karolína i Klára jzůstávají v době té druhé. Karolína s Emily se přestěhují k Chisel Brownovým. Slečna Anežka, která se jako jediná v novém domě chová k nim hezky, je nechá si hrát s hračkami, které byly její a jejího bratra Artura. Vypráví dívkám o jejím a Arturově dětství. A o tom jak Artur narukoval a padl ve válce. Karolína strávila tolik času v roce 1918, že začíná ztrácet sama sebe. Pochybuje o tom, jestli si stále pamatuje, jak se chovala jako Karolína.
Karolína s Emily plánují vkrást se v noci do školy, aby se Karolína mohla vyspat znovu ve zdobené posteli. Karolína se dostane až do ložnice, ale zaslechne kroky a uteče. Začíná přemýšlet o tom, jestli není Sářinou matkou. Kdyby zůstala uvězněna v roce 1918, bylo by to možné.
Přichází konec války a celé město slaví a tančí. I přes zákaz pana Chisel Browna Karolína s Emily utečou, aby se mohly zapojit do oslav. Následně jsou za trest poslány zpět do internátní školy. Slečna Anežka jim na rozloučenou dá hračky, se kterými si hrály.

### Část třetí
Karolíně se konečně podaří přespat ve zdobené posteli a přesunout se do své doby. Zjistí, že její spolubydlící Líza ví o výměnách s Emily a pomůže jí se zorientovat. Karolina se začne zajímat o to, jak se daří Kláře a Emily. Od Sáry se dozví, že Emily je Sářina matka a že Klára zemřela na chřipku.
Kláře přijde balíček s dopisem od Emily. V balíčku jsou hračky, se kterými si v roce 1918 hrály.

## Přijetí díla
Dílo získalo převážně pozitivní ohlasy. Podle Margaret K. McElderryové je dílo fascinujícím zkoumáním křehkých bariér mezi vrstvami času, zpracováno s velkou dovedností v psaní a jemným vnímáním.
Kritička Gill Frith se k dílu vyjádřila: „Je to fantazie přístupná každé dívce, která sní o ospravedlnění, nezávislosti a svobodě bez omezení.“
Jo Walton by knížku nedoporučil dítěti, ale dospělému: „Všichni jsme jednou byli dítětem a pro mnoho z nás zajímá pohled dítěte na zemi, ve které jsme vyrůstali. Je skvělé být konečně ve věku, kdy dokáži knihu ocenit tak, jak bych chtěl.“
Anna Jacksonová uvedla, že kniha je v podstatě „duchařský příběh bez ducha“, neboť obě dívky se nikdy nesetkají; text podle ní silně pracuje s konceptem tísnivého (uncanny). Ten zde spočívá nejen v tom, že se Karolína musí pohybovat ve světě minulosti, ale také v tom, že po návratu do současnosti se od ní očekává, že se bude chovat v souladu s tím, jak se Klára chovala na jejím místě. Tyto situace tematizují nejistotu ohledně identity a vnímání ostatními, zejména rodinou.